# Daniel Farabello

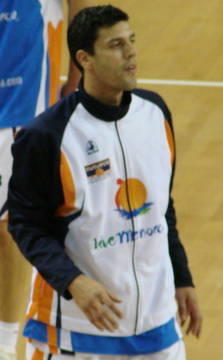
Dani Farabello-Menorca Basquet 2007

Daniel Edgardo Farabello (Colón, 18 de Outubro de 1973) é um basquetebolista profissional argentino;